# コージャ
コージャ（コリャ、コヤ colla/kolla）とは、
1. ボリビアにおいて、アンデスの高地（アルティプラーノ）やそこに住む人たちをさす俗語。ボリビア低地の人たち（カンバ）がこの言葉を使う時は、「暖かみが無い人」「すかした人」というような蔑みの意味を含むことが多い。それに対して、ラパス周辺の人たちはカンバ（サンタクルスなどの低地の人）と言う言葉に対して、軽薄な人、怠け者でおつむの軽い人、尻の軽い人といった意味合いで蔑称する。ラパス周辺の人たちはコリャを自称として堂々と使うこともしばしば見られ、そこには働き者、まじめな人といった意味が込められている。これは若者にも見られる現象である。これらの使い方は、現在では民族集団との関連は薄いと思われるが、カンバと言った際には、白人系の人々を指すことが往々にしてある。もちろん、先住民系でもサンタクルス出身の人ならカンバと呼ぶこともある。これに対して、コリャはパセーニョ（ラパスの人）の別表現として利用されることが多いが、実際にはラパスのみならず、オルーロ県方面も含めることがある。コリャは、インカ帝国の行政区分の一つであった「コリャ・スーユ」が語源と考えられ、後にスペイン語化した。
2. 先スペイン期のティティカカ湖北岸（東岸も）に栄えた、アイマラ語系諸王国 (Aymara señorios) の一つ。ただし、プキーナ語族系という説もある。コリャ王国（スペイン語版） (Collas)。中心は、HatunCollaといわれている。ティティカカ湖北西岸は別名コリャオ (Collao) ともいう。

## 語源
スペイン人が征服直後に先住民から聞き取った記録文書に基づくと、本来この「コリャ (Colla) 」という用語は形容詞として、ウル (Uru) 族やプキーナ (Pukina) 族といった集団に対して利用されていた。彼らはティティカカ湖周辺に居住していた、非アイマラ語系の先住民である。当時は、Collaという単語は決してアイマラ族へは利用されていなかったという。
　しかし、16世紀になると記録文書の中でもこのコリャ (Colla)　という用語の形容詞としての利用が消失し、名詞として利用されるようになる。そして、プキーナ語やアイマラ語において、コリャは複雑な意味を持つようになり、そこには、「清め、厄除け」といった意味から、「食べ物や飲み物」、さらには「石膏 やクスリ」といった意味を含むようになる。Collacamanaとは医者という意味である。カリャワヤ (Callawaya) は、またはコリャワヤ (Collawaya) ともいい、プキーナ語系民族が本来の起源であるという。
　さらに、コリャは、コリャ王国 (Collas) の人々や王を指すようになる。このコリャ王国の範囲や性格については、記録文書によって様々な説がある。一説によると、ウル-プキーナ語族系で、非アイマラ語系ともいう。しかし、二重言語話者も多くいたらしく、実際には詳細はわかっていない。諸説あるため確定はされていないが、隣接するアイマラ語系のルパカ王国 (Lupacas) とは性格がかなり異なっていたことが示唆されている。本来、ティティカカ湖沿岸はウルコスーユ (Urcosuyu) と呼ばれ、非アイマラ語系のウル-プキーナ語族が居住していたといわれており、後にペルーあるいはチリからアイマラ語系諸族がやってきて、ルパカ王国を築いたという説がある。しかし、やはり諸説あり、詳細ははっきりしていない。

## コリャ王国について
15世紀ころ、コリャ王国はアイマラ語系のルパカ王国 (Lupacas) とティティカカ湖沿岸地域で、激しい覇権争いを繰り広げていたとされる。その後、ルパカ王国がインカ帝国と手を結んだため、太陽の島をルパカ王国に取られ、さらに、ティティカカ湖北岸にあったカーナ (Canas) 地方（王国）をルパカ王国が征服したことにより、コリャ王国（ウルコスーユ）はティティカカ湖の東と北西部とに分断させられたという。
最終的に、ルパカ王国の王カリ（QariあるいはCari）が、コリャ王国の王サパーナ (Zapana) をパウカローリャ (Paucarolla) で殺害し、コリャ王国を征服したという。その後、インカ帝国に併合されたコリャ王国出身の人々はインカ帝国に対して反乱を起こしたが、結局失敗に終わったといわれている。
コリャという用語は、最終的にはコリャ・スーユという名称でティティカカ湖沿岸から南部地方を指す概念として、インカ帝国期に残る。ただし、この時期のアイマラ諸王国のうちいくつか（例えば、ルパカ王国など）は、インカ帝国においてもある程度の権限を持っていたとされている。
しかし、考古学者は異なった見解をもっている。
コリャにせよルパカにせよ、アイマラ諸王国はインカ帝国の元で発展したという説を唱える人が多く、これまで行われた小規模の試掘や遺跡踏査の結果から、コリャなどのアイマラ諸王国がインカ以前にまでさかのぼる可能性を否定的にみる研究者が多い。
しかしながら、これについては「発掘の技術レベルの低さ、試掘の規模の小ささ、土器編年の不確実さ、遺跡踏査の不確定さ」などの基本的な問題が残されている。
そのため、現在までのところ、コリャの起源をインカ以前に求めるかどうかについては、統一的な見解は出ていない。
本項目では、スペイン人の記録文書などから推測される範囲で、エスノヒストリーで説明されている見解を中心に記載した。